# Gareth Barry
Gareth Barry (sinh 23 tháng 2 năm 1981) là một cựu cầu thủ bóng đá chuyên nghiệp người Anh chơi ở vị trí Tiền vệ. Anh đã có 653 lần ra sân tại Premier League, bao gồm cả 365 trận chơi trong màu áo Aston Villa.
Barry chuyển từ Brighton & Hove Albion tới Aston Villa khi còn rất trẻ và có quãng thời gian 12 năm gắn bó với câu lạc bộ. Anh là đội trưởng của Aston Villa và đứng thứ chín trong danh sách số người có số lần ra sân nhiều nhất ở câu lạc bộ. Tháng 6 năm 2009, anh gia nhập Manchester City. Tại đây anh giành được hai danh hiệu Cúp FA năm 2011 và Premier League ở mùa giải kế tiếp. Sau một mùa giải cho mượn, anh chính thức gia nhập Everton với bản hợp đồng 3 năm vào tháng 7 năm 2014.
Barry còn là cựu cầu thủ của tuyển Anh. Anh có lần đầu khoác áo Tam sư vào năm 2000 và từng một lần vinh dự đeo băng đội trưởng năm 2010 trong một trận đấu giao hữu với Ai Cập. Tổng cộng anh có 53 lần ra sân, ghi được 3 bàn thắng và từng đưa tuyển Anh vượt qua vòng bảng của Euro 2000 và World Cup 2010.
Ngày 27 tháng 8 năm 2020, Gareth Barry chính thức giã từ sự nghiệp thi đấu quốc tế sau 22 năm thi đấu chuyên nghiệp.

## Sự nghiệp câu lạc bộ

### Aston Villa

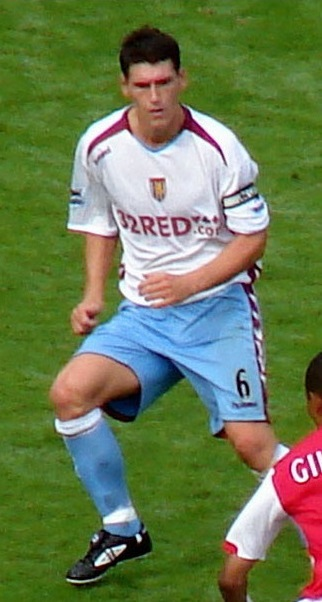
Gareth Barry thi đấu cho Aston Villa vào tháng 8 năm 2006.

Barry gia nhập Aston Villa từ Brighton & Hove Albion với tư cách thực tập sinh năm 1997 cùng Michael Standing. Việc chuyển nhượng gây tranh cãi vì Brighton đòi 2,5 triệu bảng cho hai cầu thủ. Hội đồng trọng tài chuyển nhượng của Hiệp hội bóng đá đưa ra thỏa thuận: Brighton nhận 2,4 triệu bảng nếu Barry và Standing thi đấu quốc tế cho đội tuyển Anh, kèm điều khoản bán đứt. Sau một mùa giải ở đội dự bị và học viện, Barry ra mắt Villa vào ngày 2 tháng 5 năm 1998, vào sân thay người ở phút 49 trong chiến thắng 3-1 trước Sheffield Wednesday. Vào ngày 24 tháng 4 năm 1999, Barry vào sân thay Dublin bị chấn thương trong hiệp một. 12 phút sau, anh ghi bàn thắng chuyên nghiệp đầu tiên từ đường chuyền của Steve Stone, ấn định chiến thắng 2-0 trước Nottingham Forest tại Villa Park. Barry đá chính trong trận chung kết FA Cup 2000 tại Wembley cũ, Villa thua Chelsea 1-0. Tháng 8 năm 2001, anh góp mặt giúp Villa đánh bại FC Basel 5-2 trong trận chung kết UEFA Intertoto Cup 2001.
Tính đến tháng 4 năm 2008, Gareth Barry là cầu thủ có thời gian thi đấu lâu nhất cho Aston Villa với 400 lần ra sân. Trong trận gặp Bolton Wanderers vào ngày 28 tháng 10 năm 2007, Barry trở thành cầu thủ trẻ nhất ra sân 300 trận Premier League (26 tuổi 247 ngày), phá vỡ kỷ lục trước đó của Frank Lampard.
Tháng 5 năm 2008, Liverpool liên tục đưa ra lời đề nghị mua tiền vệ Gareth Barry từ Aston Villa. Tuy nhiên, Villa đều từ chối những lời đề nghị này. Trước tình hình đó, Barry đã công khai chỉ trích HLV Martin O'Neill của Villa. Anh cho rằng O'Neill không cố gắng giữ chân anh và bày tỏ mong muốn được gia nhập Liverpool để có cơ hội thi đấu tại Champions League. HLV O'Neill sau đó đã bác bỏ cáo buộc của Barry và tuyên bố rằng Barry đã thực hiện một cuộc phỏng vấn trái phép. Do đó, anh đã bị kỷ luật bởi câu lạc bộ.
Vào ngày 18 tháng 9 năm 2008, anh có trận đấu thứ 400 trong màu áo Villa tại UEFA Cup trên sân khách trước Litex Lovech, và ghi một quả phạt đền trong chiến thắng 3-1. Barry tiếp tục ghi bàn cho Villa khi họ đánh bại Ajax 2-1 trong trận đấu đầu tiên ở vòng bảng UEFA Cup vào ngày 23 tháng 10 năm 2008. Tuy nhiên, vụ chuyển nhượng hụt sang Liverpool đã ảnh hưởng đến vị trí của Barry tại Villa. HLV Martin O'Neill đã tước băng đội trưởng của anh và trao nó cho trung vệ Martin Laursen. Sau chấn thương của Laursen, Barry được trao lại băng đội trưởng vào tháng 1 năm 2009. Mùa giải đó, anh có tổng cộng 441 lần ra sân cho Aston Villa và ghi được 52 bàn thắng.

### Manchester City
Ngày 2 tháng 6 năm 2009, Gareth Barry chính thức chuyển sang Manchester City với bản hợp đồng 5 năm trị giá 12 triệu bảng Anh khoác áo số 18 và có trận ra mắt ấn tượng trong chiến thắng 2-0 trước Blackburn Rovers. Tuy nhiên, vụ chuyển nhượng này đã vấp phải nhiều chỉ trích từ người hâm mộ Aston Villa. Họ cho rằng Barry đã bỏ rơi Villa để đến với Man City chỉ vì muốn được thi đấu tại UEFA Champions League. Trước những lời chỉ trích, Barry đã viết thư gửi đến tờ Birmingham Mail để bày tỏ lòng biết ơn đối với sự ủng hộ của người hâm mộ Villa trong suốt thời gian anh thi đấu tại đây. Đồng thời, anh cũng khẳng định rằng việc chuyển đến Man City là vì mong muốn được tìm kiếm một "thử thách mới".
Gareth Barry ghi bàn thắng đầu tiên cho Manchester City vào lưới Manchester United ngay tại Old Trafford vào ngày 20 tháng 9 năm 2009, san bằng tỷ số 1-1. Tuy nhiên, Man City không thể giữ được lợi thế và để thua chung cuộc 4-3. Ba ngày sau, Barry tiếp tục lập công bằng pha đánh đầu trong trận đấu League Cup gặp Fulham, giúp City gỡ hòa 1-1 và giành chiến thắng trong hiệp phụ. Ngày 16 tháng 2 năm 2010, một tuần trước sinh nhật thứ 29, Barry chơi trọn vẹn 90 phút và ghi bàn gỡ hòa muộn trong trận gặp Stoke City trên sân Britannia. Điểm nhấn trong sự nghiệp của Barry tại Man City là chức vô địch FA Cup 2011. Anh góp mặt trong đội hình xuất phát và thi đấu trọn vẹn trận chung kết, góp phần giúp Man City đánh bại Stoke City với tỷ số 1-0.
Gareth Barry ghi bàn thắng đầu tiên trong chiến thắng 3-2 trước Bolton Wanderers vào ngày 21 tháng 8 năm 2011. Barry là một phần quan trọng trong đội hình Manchester City, góp công giúp đội bóng giành chức vô địch Premier League lần đầu tiên sau 44 năm. Anh có 34 lần ra sân trong mùa giải này. Tuy nhiên, mùa giải cũng có một số sự cố. Barry bị đuổi khỏi sân lần đầu tiên trong màu áo Man City trong trận thắng 3-0 trước Liverpool vào ngày 3 tháng 1 năm 2012. Vào tháng 12 năm 2012, anh bị Hiệp hội bóng đá Anh phạt 8.000 bảng và cấm thi đấu một trận vì lăng mạ trọng tài.

### Everton
Vào ngày 2 tháng 9 năm 2013, Gareth Barry chuyển đến Everton theo dạng cho mượn một mùa giải từ Manchester City. Anh có màn ra mắt ấn tượng vào ngày 15 tháng 9, góp phần giúp Everton giành chiến thắng 1-0 trước Chelsea. Trong trận đấu này, Barry đã có pha cản phá xuất sắc cú sút của Samuel Eto'o, bảo toàn mành lưới cho Everton và được bầu chọn là cầu thủ xuất sắc nhất trận. Cuối tháng 9, Barry tiếp tục tạo dấu ấn khi trở thành cầu thủ thứ 10 trong lịch sử Premier League đạt 500 lần ra sân trong sự nghiệp. Anh đạt được cột mốc này trong chiến thắng 3-2 của Everton trước Newcastle United. Gareth Barry ghi bàn thắng đầu tiên cho Everton trong chiến thắng 2-1 trước Hull City vào ngày 19 tháng 10 năm 2013. Mùa giải 2013-2014 là một mùa giải đầy ấn tượng với Gareth Barry tại Everton. Anh là cầu thủ có số đường chuyền thành công nhiều nhất đội, góp phần quan trọng giúp Everton lập kỷ lục 72 điểm Premier League và cán đích ở vị trí thứ 5. Tuy nhiên, Barry cũng có một số điểm trừ trong mùa giải này. Anh là cầu thủ nhận nhiều thẻ phạt nhất Everton với 10 lần, dẫn đến thành tích kỷ luật tệ nhất đội.
Sau một mùa giải cho mượn thành công, Gareth Barry chính thức gia nhập Everton vĩnh viễn vào ngày 8 tháng 7 năm 2014, ký hợp đồng 3 năm sau khi hết hạn hợp đồng với Manchester City. Vào ngày 26 tháng 12, anh trở thành cầu thủ đầu tiên nhận 100 thẻ vàng trong lịch sử Premier League sau pha phạm lỗi với Steven Nzonzi trong trận thua 0-0 trước Stoke City. Đến ngày 11 tháng 2 năm 2015, Barry tiếp tục nhận thẻ đỏ trong trận gặp Chelsea sau pha phạm lỗi với Willian, dẫn đến một cuộc hỗn chiến trên sân. Everton cuối cùng thua trận 1-0.
Ngày 24 tháng 10 năm 2015, Gareth Barry nhận thẻ đỏ sau trận thua 2-1 trước Arsenal vì phạm lỗi với Kieran Gibbs. Tuy nhiên, chỉ vài tháng sau, vào ngày 6 tháng 1 năm 2016, sau chiến thắng trước Manchester City ở League Cup, HLV Roberto Martínez đã mô tả Barry là "một trong những cầu thủ Anh xuất sắc nhất từ trước đến nay." Ngày 12 tháng 3 năm 2016, trong trận tứ kết FA Cup gặp Chelsea, Gareth Barry đã đối đầu với Diego Costa. Va chạm này dẫn đến thẻ vàng cho Barry và thẻ đỏ cho Costa vì lỗi bạo lực. Sau trận đấu, Barry phủ nhận cáo buộc bị Costa cắn vào cổ. Vào tháng 5 năm 2016, trong trận gặp Sunderland, Barry đã lập kỷ lục mới với 572 lần ra sân chính thức tại Premier League.
Ngày 17 tháng 9 năm 2016 là một ngày lịch sử đối với Gareth Barry. Trong trận đấu giữa Everton và Middlesbrough, Barry đã chính thức trở thành cầu thủ thứ ba trong lịch sử giải đấu đạt 600 lần ra sân, sau Ryan Giggs và Frank Lampard.

### West Bromwich Albion
Vào ngày 15 tháng 8 năm 2017, Barry chính thức gia nhập West Bromwich Albion. Bốn ngày sau khi gia nhập West Bromwich Albion, Barry đã có trận ra mắt cho đội bóng trong chiến thắng 1-0 trước Burnley. Ngày 25 tháng 9, Barry trở thành đội trưởng của West Brom trong trận đấu gặp Arsenal tại sân Emirates. Đây là lần ra sân thứ 633 của anh tại Premier League, chính thức phá vỡ kỷ lục 632 lần ra sân trước đó của Ryan Giggs. Trận đấu kết thúc với tỷ số hòa 0-0. Thời điểm lập kỷ lục, Barry đứng thứ tám trong danh sách những cầu thủ có số lần ra sân nhiều nhất tại giải đấu hàng đầu nước Anh kể từ Thế chiến thứ hai.
Sau khi mùa giải 2018-19 kết thúc sớm vì chấn thương, Barry đã được West Brom cho ra mắt vào tháng 7 năm 2019. Đến tháng 10 năm 2019, câu lạc bộ muốn ký hợp đồng mới với anh. Tuy nhiên, do một điều khoản trong hợp đồng cũ, Everton (đội bóng cũ của Barry) sẽ phải trả thêm tiền nếu anh được gia hạn hợp đồng. Cuối cùng, Barry đã ký hợp đồng mới với West Brom vào ngày 4 tháng 11 năm 2019, có hiệu lực đến hết mùa giải 2019-20.

## Cuộc sống cá nhân
Barry kết hôn với Louise vào mùa hè năm 2007. Barry và Michael Standing là hai người bạn thân thiết. Họ cùng ký hợp đồng với Aston Villa vào năm 1997 sau khi rời khỏi Brighton. Tình bạn của họ bắt đầu từ khi cả hai mới 10 tuổi. Đến năm 2009, Barry tin tưởng giao phó trọng trách người đại diện cho Standing sau khi kết thúc hợp tác với Alex Black.
Cháu trai của anh tên Bradley Barry, cũng là một cầu thủ bóng đá chuyên nghiệp. Vào tháng 7 năm 2018, anh trai của anh qua đời trong một vụ tai nạn xe cộ.

## Thống kê sự nghiệp

### Câu lạc bộ
| Câu lạc bộ           | Mùa giải            | Giải vô địch        | Giải vô địch | Giải vô địch | FA Cup | FA Cup | League Cup | League Cup | Châu Âu | Châu Âu | Khác | Khác | Tổng cộng | Tổng cộng |
| Câu lạc bộ           | Mùa giải            | Giải đấu            | Trận         | Bàn          | Trận   | Bàn    | Trận       | Bàn        | Trận    | Bàn     | Trận | Bàn  | Trận      | Bàn       |
| -------------------- | ------------------- | ------------------- | ------------ | ------------ | ------ | ------ | ---------- | ---------- | ------- | ------- | ---- | ---- | --------- | --------- |
| Aston Villa          | 1997–98             | Premier League      | 2            | 0            | 0      | 0      | 0          | 0          | 0       | 0       | —    | —    | 2         | 0         |
| Aston Villa          | 1998–99             | Premier League      | 32           | 2            | 2      | 0      | 0          | 0          | 3       | 0       | —    | —    | 37        | 2         |
| Aston Villa          | 1999–2000           | Premier League      | 30           | 1            | 6      | 0      | 8          | 0          | —       | —       | —    | —    | 44        | 1         |
| Aston Villa          | 2000–01             | Premier League      | 30           | 0            | 3      | 0      | 1          | 0          | 4       | 1       | —    | —    | 38        | 1         |
| Aston Villa          | 2001–02             | Premier League      | 20           | 0            | 1      | 0      | 0          | 0          | 7       | 0       | —    | —    | 28        | 0         |
| Aston Villa          | 2002–03             | Premier League      | 35           | 3            | 1      | 0      | 4          | 1          | 4       | 0       | —    | —    | 44        | 4         |
| Aston Villa          | 2003–04             | Premier League      | 36           | 3            | 1      | 1      | 6          | 0          | —       | —       | —    | —    | 43        | 4         |
| Aston Villa          | 2004–05             | Premier League      | 34           | 7            | 1      | 1      | 1          | 0          | —       | —       | —    | —    | 36        | 8         |
| Aston Villa          | 2005–06             | Premier League      | 36           | 3            | 3      | 1      | 3          | 2          | —       | —       | —    | —    | 42        | 6         |
| Aston Villa          | 2006–07             | Premier League      | 35           | 8            | 1      | 0      | 3          | 1          | —       | —       | —    | —    | 39        | 9         |
| Aston Villa          | 2007–08             | Premier League      | 37           | 9            | 1      | 0      | 2          | 0          | —       | —       | —    | —    | 40        | 9         |
| Aston Villa          | 2008–09             | Premier League      | 38           | 5            | 1      | 0      | 1          | 0          | 8       | 3       | —    | —    | 48        | 8         |
| Aston Villa          | Tổng cộng           | Tổng cộng           | 365          | 41           | 21     | 3      | 29         | 4          | 26      | 4       | —    | —    | 441       | 52        |
| Manchester City      | 2009–10             | Premier League      | 34           | 2            | 3      | 0      | 6          | 1          | —       | —       | —    | —    | 43        | 3         |
| Manchester City      | 2010–11             | Premier League      | 33           | 2            | 7      | 0      | 0          | 0          | 7       | 0       | —    | —    | 47        | 2         |
| Manchester City      | 2011–12             | Premier League      | 34           | 1            | 0      | 0      | 2          | 0          | 7       | 0       | 1    | 0    | 44        | 1         |
| Manchester City      | 2012–13             | Premier League      | 31           | 1            | 5      | 1      | 1          | 0          | 4       | 0       | 0    | 0    | 41        | 2         |
| Manchester City      | Tổng cộng           | Tổng cộng           | 132          | 6            | 15     | 1      | 9          | 1          | 18      | 0       | 1    | 0    | 175       | 8         |
| Everton (cho mượn)   | 2013–14             | Premier League      | 32           | 3            | 4      | 0      | 1          | 0          | —       | —       | —    | —    | 37        | 3         |
| Everton              | 2014–15             | Premier League      | 33           | 0            | 2      | 0      | 0          | 0          | 9       | 0       | —    | —    | 44        | 0         |
| Everton              | 2015–16             | Premier League      | 33           | 0            | 2      | 0      | 4          | 0          | —       | —       | —    | —    | 39        | 0         |
| Everton              | 2016–17             | Premier League      | 33           | 2            | 1      | 0      | 0          | 0          | —       | —       | —    | —    | 34        | 2         |
| Everton              | 2017–18             | Premier League      | 0            | 0            | 0      | 0      | 0          | 0          | 1       | 0       | —    | —    | 1         | 0         |
| Everton              | Tổng cộng           | Tổng cộng           | 131          | 5            | 9      | 0      | 5          | 0          | 10      | 0       | 0    | 0    | 155       | 5         |
| West Bromwich Albion | 2017–18             | Premier League      | 25           | 1            | 3      | 0      | 1          | 0          | —       | —       | —    | —    | 29        | 1         |
| West Bromwich Albion | 2018–19             | Championship        | 24           | 1            | 0      | 0      | 2          | 0          | —       | —       | 0    | 0    | 26        | 1         |
| West Bromwich Albion | 2019–20             | Championship        | 3            | 0            | 3      | 0      | 0          | 0          | —       | —       | —    | —    | 6         | 0         |
| West Bromwich Albion | Tổng cộng           | Tổng cộng           | 52           | 2            | 6      | 0      | 3          | 0          | 0       | 0       | 0    | 0    | 61        | 2         |
| Tổng cộng sự nghiệp  | Tổng cộng sự nghiệp | Tổng cộng sự nghiệp | 680          | 54           | 51     | 4      | 46         | 5          | 54      | 4       | 1    | 0    | 832       | 67        |

### Quốc tế
| Đội tuyển quốc gia | Năm       | Kiến tạo | Bàn thắng |
| ------------------ | --------- | -------- | --------- |
| Anh                | 2000      | 6        | 0         |
| Anh                | 2003      | 2        | 0         |
| Anh                | 2007      | 8        | 0         |
| Anh                | 2008      | 10       | 1         |
| Anh                | 2009      | 9        | 1         |
| Anh                | 2010      | 9        | 0         |
| Anh                | 2011      | 7        | 1         |
| Anh                | 2012      | 2        | 0         |
| Tổng cộng          | Tổng cộng | 53       | 3         |

## Danh hiệu
Aston Villa
- Intertoto Cup: 2001[81]

Manchester City
- Premier League: 2011–12[82]
- FA Cup: 2010–11[83]
- FA Community Shield: 2012